# Amphiophiura rowetti
Amphiophiura rowetti är en ormstjärneart som beskrevs av G.A. Smith 1923. Amphiophiura rowetti ingår i släktet Amphiophiura och familjen fransormstjärnor. Inga underarter finns listade i Catalogue of Life.